# Partito dei Verdi (Repubblica Ceca)
Il Partito dei Verdi (in ceco: Strana Zelených - SZ) è un partito politico ecologista della ceco fondato nel 1990; è membro del Partito Verde Europeo.

## Storia
Il partito si presentò alle elezioni parlamentari del 1990 ottenendo il 4,1%, senza conseguire alcun seggio. Le elezioni segnarono il trionfo del Forum Civico (49,5%), che raggruppava tutti i partiti che si era impegnati nella cosiddetta "rivoluzione di velluto", contro il regime comunista, che governava il paese dalla fine degli anni '40. SZ, decidendo di presentarsi da solo, si trovò penalizzato nel confronto tra Civici e Comunisti. Nel 1992 si svolsero le nuove elezioni che videro SZ entrare a far parte dell'Unione Socialale Liberale, composta anche dal Partito Socialista Cecoslovacco, dal Partito Agrario e dal Movimento dei Contadini: la coalizione ottenne il 6,5% dei voti ed elesse 16 seggi. L'assemblea parlamentare ceca, fino a quel momento detta Consiglio Nazionale Ceco, al momento della divisione della Cecoslovacchia, divenne Camera dei Deputati. Questo passaggio, però, non coincise con nuove elezioni.
Alle prime elezioni per la Camera ceca, nel 1998, SZ ottenne appena l'1,1% dei voti e non riuscì a conquistare alcun seggio. Alle successive politiche del 2002, SZ raddoppiò i propri consensi, ma non riuscì comunque ad ottenere deputati. Del resto, in nessuna competizione elettorale SZ era mai riuscita ad ottenere seggi neanche al Senato. Alle elezioni europee del 2004, SZ salì al 3,4% dei consensi ed ottenne un seggio nelle contemporanee elezioni per il Senato. Le difficoltà incontrate da SZ ad entrare in Parlamento erano dovute alle eccessive frammentazioni interne, soprattutto in materia sociale. I Verdi, infatti, a differenza degli altri partiti ambientalisti europei non si pongono come un partito espressamente di sinistra, ma si considerano un partito trasversale, che raccoglie ambientalisti di varie tradizioni culturali.
Nel 2005 venne eletto leader del partito Martin Bursík, che riuscì a ricondurre ad unità il partito e che ne incarnava tutte le contraddizioni. Aveva, infatti, militato nel Forum Civico (OF) e nel Movimento Civico (OH), erede del primo. Una volta scioltosi l'OH aderì ai Democratici Liberi e divenne per pochi mesi, nel 1998, ministro dell'ambiente. Successivamente aderì all'Unione Cristiana e Democratica - Partito Popolare Cecoslovacco, ma la abbandonò nel 2003 per aderire ai Verdi. Alle politiche del 2006, Bursìk ha condotto i Verdi al 6,3% dei voti, ottenendo, così, 6 deputati. Una settimana dopo il voto alcuni esponenti della componente più a sinistra del partito, tra cui Eva Holubová, seconda candidata del partito nella regione di Moravia-Slesia, sono stati espulsi dal partito perché avevano invitato a votare il Partito Social Democratico Ceco.

## Loghi

Logo dal 2006 al 2017
Logo dal 2017

## Risultati elettorali
| Elezione          | Voti             | %                | Seggi    |
| ----------------- | ---------------- | ---------------- | -------- |
| Parlamentari 1990 | 295.844          | 4,10             | 0 / 200  |
| Parlamentari 1992 | 421.988          | 6,52             | 16 / 200 |
| Parlamentari 1996 | N.D.             | N.D.             | 0 / 200  |
| Parlamentari 1998 | 67.143           | 1,12             | 0 / 200  |
| Parlamentari 2002 | 112.929          | 2,37             | 0 / 200  |
| Europee 2004      | 73.932           | 3,17             | 0 / 24   |
| Parlamentari 2006 | 336.487          | 6,29             | 6 / 200  |
| Europee 2009      | 48.621           | 2,06             | 0 / 22   |
| Parlamentari 2010 | 127.831          | 2,44             | 0 / 200  |
| Parlamentari 2013 | 159.025          | 3,20             | 0 / 200  |
| Europee 2014      | 57.240           | 3,77             | 0 / 21   |
| Parlamentari 2017 | 74.335           | 1,47             | 0 / 200  |
| Europee 2019      | In TOP 09 - STAN | In TOP 09 - STAN | 0 / 21   |
| Parlamentari 2021 | 53.334           | 0,99             | 0 / 200  |
| Europee 2024      | 46.127           | 1,55             | 0 / 21   |
| 1.                |                  |                  |          |